# تشارلز دياز دي أوليفيرا
تشارلز دياز باربوسا دي أوليفيرا (بالبرتغالية: Charles Días Barbosa de Oliveira) (مواليد 4 أبريل 1984) هو لاعب كرة قدم برازيلي ، يجيد اللعب في مركز المهاجم الصريح ، ويلعب حاليًا لنادي مالقا الإسباني.

## الألقاب والإنجازات

### على مستوى الأندية

#### فيرنسي
- الدوري البرتغالي الدرجة الثانية: 2002–2003

### على المستوى الفردي
- هداف دوري الدرجة الثانية الإسباني 2012–2013 برصيد 27 هدفًا

## روابط خارجية
- تشارلز دياز دي أوليفيرا على موقع قاعدة بيانات كرة القدم.إي يو (الإنجليزية)
- تشارلز دياز دي أوليفيرا على موقع Soccerbase.com (لاعب) (الإنجليزية)
- تشارلز دياز دي أوليفيرا على موقع Soccerway.com (الإنجليزية)
- تشارلز دياز دي أوليفيرا على موقع AS.com (الإسبانية)